# Evergreen (Alabama, Conecuh megye)
Evergreen város az USA Alabama államában, Conecuh megyében, melynek megyeszékhelye is. Lakosainak száma 3520 fő (2020. április 1.).

## Népesség
A település népességének változása:
| Lakosok száma | 985  | 3630 | 3944 | 3520 |
|               | 1880 | 2000 | 2010 | 2020 |